# Saison 2014-2015 du Racing Métro 92
Cette page présente la saison 2014-2015 du Racing Métro 92 en Top 14 et en European Rugby Champions Cup (ERCC1).

## Effectif 2014-2015
| Nom                       | Poste                  | Naissance  | Nationalité sportive | International | Dernier club           | Arrivée au club (année) |
| ------------------------- | ---------------------- | ---------- | -------------------- | ------------- | ---------------------- | ----------------------- |
| Virgile Lacombe           | Talonneur              | 07/07/1984 | France               | -             | Southern Kings         | 2013                    |
| Jérémie Maurouard         | Talonneur              | 23/09/1992 | France               | -             | Stade rouennais rugby  | 2009                    |
| Dimitri Szarzewski (cap.) | Talonneur              | 26/01/1983 | France               | 79 (35)       | Stade français         | 2012                    |
| Eddy Ben Arous            | Pilier                 | 25/08/1990 | France               | -             | US Tours               | 2008                    |
| Julien Brugnaut           | Pilier                 | 17/11/1981 | France               | 2 (0)         | Munster                | 2010                    |
| Walter Desmaison          | Pilier                 | 18/10/1991 | France               | -             | Aviron bayonnais       | 2013                    |
| Luc Ducalcon              | Pilier                 | 02/01/1984 | France               | 19 (0)        | Castres olympique      | 2012                    |
| Davit Khinchagishvili     | Pilier                 | 24/07/1982 | Géorgie              | 37 (15)       | CA Brive               | 2013                    |
| Brian Mujati              | Pilier                 | 28/09/1984 | Afrique du Sud       | 12 (0)        | Northampton Saints     | 2013                    |
| Sona Taumalolo            | Pilier                 | 13/11/1981 | Tonga                | 13 (20)       | USA Perpignan          | 2014                    |
| Alexis Valette            | Pilier                 | 01/06/1993 | France               | -             | Rugby Épernay          | 2008                    |
| Khatchik Vartanov         | Pilier                 | 06/02/1993 | France               | -             | Paris UC               | 2011                    |
| Luke Charteris            | Deuxième ligne         | 09/03/1983 | Pays de Galles       | 46 (0)        | USA Perpignan          | 2014                    |
| Juandré Kruger            | Deuxième ligne         | 06/09/1985 | Afrique du Sud       | 17 (0)        | Bulls                  | 2013                    |
| Tomás Lavanini            | Deuxième ligne         | 22/01/1993 | Argentine            | 15 (5)        | Hindú                  | 2014                    |
| Fabrice Metz              | Deuxième ligne         | 23/01/1991 | France               | -             | Mutzig Ovalie Molsheim | 2010                    |
| François van der Merwe    | Deuxième ligne         | 04/10/1983 | Afrique du Sud       | -             | Stormers               | 2008                    |
| Camille Gérondeau         | Troisième ligne aile   | 12/03/1988 | France               | -             | AS Béziers             | 2012                    |
| Wenceslas Lauret          | Troisième ligne aile   | 28/03/1989 | France               | 7 (0)         | Biarritz olympique     | 2013                    |
| Bernard Le Roux           | Troisième ligne aile   | 04/06/1989 | France               | 8 (0)         | Boland Cavaliers       | 2009                    |
| Antonie Claassen          | Troisième ligne centre | 20/09/1984 | France               | 6 (0)         | Castres olympique      | 2014                    |
| Jacques Cronje            | Troisième ligne centre | 04/08/1982 | Afrique du Sud       | 32 (25)       | Biarritz olympique     | 2009                    |
| Thibault Dubarry          | Troisième ligne centre | 24/11/1987 | France               | -             | Biarritz olympique     | 2014                    |
| Xavier Chauveau           | Demi de mêlée          | 14/10/1992 | France               | -             | Formé au Club          | -                       |
| Maxime Machenaud          | Demi de mêlée          | 30/12/1988 | France               | 18 (43)       | SU Agen                | 2012                    |
| Laurent Magnaval          | Demi de mêlée          | 24/03/1991 | France               | -             | Mont-de-Marsan         | 2013                    |
| Mike Phillips             | Demi de mêlée          | 29/08/1982 | Pays de Galles       | 80 (45)       | Aviron bayonnais       | 2013                    |
| Benjamin Dambielle        | Demi d'ouverture       | 15/07/1985 | France               | -             | Stade rochelais        | 2012                    |
| Johannes Goosen           | Demi d'ouverture       | 27/07/1992 | Afrique du Sud       | 5 (8)         | Cheetahs               | 2014                    |
| Jonathan Sexton           | Demi d'ouverture       | 11/07/1985 | Irlande              | 45 (391)      | Leinster               | 2013                    |
| Henry Chavancy            | 3/4 centre             | 22/05/1988 | France               | -             | Formé au Club          | -                       |
| Alexandre Dumoulin        | 3/4 centre             | 24/08/1989 | France               | -             | CS Bourgoin-Jallieu    | 2011                    |
| Étienne Dussartre         | 3/4 centre             | 05/02/1993 | France               | -             | RC Vincennes           | 2009                    |
| Casey Laulala             | 3/4 centre             | 03/05/1982 | Nouvelle-Zélande     | 2 (0)         | Munster Rugby          | 2014                    |
| Jamie Roberts             | 3/4 centre             | 08/11/1986 | Pays de Galles       | 55 (25)       | Cardiff Blues          | 2013                    |
| Marc Andreu               | 3/4 aile               | 27/12/1985 | France               | 7 (10)        | Castres olympique      | 2013                    |
| Yoan Audrin               | 3/4 aile               | 14/08/1981 | France               | -             | Montpellier HR         | 2014                    |
| Juan Imhoff               | 3/4 aile               | 11/05/1988 | Argentine            | 18 (55)       | Duendes RC             | 2011                    |
| Adrien Planté             | 3/4 aile               | 21/04/1985 | France               | 2 (0)         | USA Perpignan          | 2013                    |
| Teddy Thomas              | 3/4 aile               | 18/09/1993 | France               | -             | Biarritz olympique     | 2014                    |
| Brice Dulin               | Arrière                | 13/04/1990 | France               | 18 (18)       | Castres olympique      | 2014                    |
| Benjamin Lapeyre          | Arrière                | 24/09/1986 | France               | -             | RC Toulon              | 2013                    |

## Statistiques

### Statistiques collectives
Attaque
- 551 points marqués
- 52 essais marqués soit 260 points; 7e équipe meilleure marqueur d'essais
- 8e meilleure attaque du championnat

Défense
- 497 points encaissés
- 37 essais encaissés soit 185 points; 2e équipe meilleure défenseur d'essais
- 2e meilleure défense du championnat

### Statistiques individuelles
Meilleurs marqueurs
1. Maxime Machenaud : 6 essais
2. Marc Andreu : 5 essais
3. Antonie Claassen : 5 essais
4. Teddy Thomas : 5 essais
5. Juan Imhoff : 4 essais

Meilleurs réalisateurs
1. Maxime Machenaud : 116 points
2. Jonathan Sexton : 75 points
3. Johannes Goosen : 62 points
4. Benjamin Dambielle : 35 points
5. Benjamin Lapeyre : 3 points